# Кирил Рилски (Батак)
Вижте пояснителната страница за други личности с името Кирил Рилски.
Кирил Рилски е български духовник, йеромонах, игумен на Рилския манастир

## Биография
Роден е в 1825 година в Батак под името Иван Паунов. На 9-годишна възраст е изпратен на учение в Рилския манастир, където игумен по това време е неговият чичо архимандрит Йосиф Строителя. По-късно е изпратен от Йосиф да учи в Пловдив. На 1 февруари 1844 г. е постриган в монашески чин под името Кирил и през следващите години подпомага Йосиф Рилски в неговата дейност като игумен. През 1858 г. е изпратен като духовник-проповедник в Карлово, където престоява 9 години. Тук Кирил Рилски се запознава с младия Васил Иванов Кунчев (по-късно известен като Левски) и през 1859 г. става негов духовен отец и го постригва за монах под името Игнатий в Сопотския манастир „Св. Спас“. През 1862 г. Кирил подкрепил намерението на Игнатий да напусне Карлово и да се присъедини към легията на Георги С. Раковски в Белград. През 1868 – 1871 г. йеромонах Кирил е игумен на Рилския манастир. Именно през неговото игуменство Рилският манастир скъсва с Цариградската патриаршия на 19 март 1870 г.